# Festival Internacional de Cine de Berlín de 1958
La 8ª edición del Festival de Cine de Berlín se llevó a cabo desde el 27 de junio al 8 de julio de 1958 con el Zoo Palast como sede principal. El festival fue inaugurado por el reciente alcalde electo de Berlín Occidental Willy Brandt. El Oso de Oro fue otorgado a la cinta sueca Fresas salvajes dirigida por Ingmar Bergman.

## Jurado
Las siguientes personas fueron escogidas para el jurado de esta edición:
Jurado oficial
- Frank Capra, director (Estados Unidos) - Presidente
- Joaquim Novais Teixeira, político, escritor y crítico de cine (Portugal)
- Jean Marais, actor (Francia)
- Paul Rotha, director (Gran Bretaña)
- L. B. Rao (India)
- Duilio Coletti, director (Italia)
- Michiko Tanaka, actriz (Japón)
- Gerhard T. Buchholz, director (RFA)
- Willy Haas, escritor (RFA)
- Gerhard Lamprecht, director (RFA)
- Leopold Reitemeister, historiador de arte (RFA)

Jurado de cortometrajes y documentales
- Wali Eddine Sameh, director (Egipto) - Presidente
- Günther Birkenfeld, productor (RFA)
- Werner Eisbrenner, compositor (RFA)
- Adolf Forter, productor (Suiza)
- Anton Koolhaas, escritor (Países Bajos)
- Jan-Olof Olsson, escritor (Suecia)
- Edward Toner, cofundador del Irish Film Centre (Irlanda)

## Películas en competición
La siguiente lista presenta a las películas que compiten por Oso de Oro:
| Título en español               | Título original                  | Director(es)                           | País               |
| ------------------------------- | -------------------------------- | -------------------------------------- | ------------------ |
| Ana de Brooklyn                 | Anna di Brooklyn                 | Vittorio De Sica y Carlo Lastricati    | Italia             |
| Bāb al-Ḥadīd                    | Bāb al-Ḥadīd                     | Youssef Chahine                        | Egipto             |
| Byakuya no yōjo                 | Byakuya no yōjo                  | Eisuke Takizawa                        | Japón              |
| Der 10. Mai                     | Der 10. Mai                      | Franz Schnyder                         | Suiza              |
| Do Aankhen Barah Haath          | Do Aankhen Barah Haath           | Rajaram Vankudre Shantaram             | India              |
| El cebo                         | Es geschah am hellichten Tag     | Ladislao Vajda                         | Suiza, RFA, España |
| El desfiladero del diablo       | La Passe du diable               | Jacques Dupont y Pierre Schoendoerffer | Francia            |
| Guld og grønne skove            | Guld og grønne skove             | Gabriel Axel                           | Dinamarca          |
| Fugitivos del desierto          | Ice Cold in Alex                 | J. Lee Thompson                        | Reino Unido        |
| Jun'ai Monogatari               | Jun'ai Monogatari                | Tadashi Imai                           | Japón              |
| La ley es la ley                | La loi, c'est la loi             | Christian-Jaque                        | Francia, Italia    |
| Los dioses ajenos               | Los dioses ajenos                | Román Viñoly Barreto                   | Argentina          |
| Djajaprana                      | Djajaprana                       | Kotot Soekardi                         | Indonesia          |
| Fresas salvajes                 | Smultronstället                  | Ingmar Bergman                         | Suecia             |
| Fugitivos                       | The Defiant Ones                 | Stanley Kramer                         | EE. UU.            |
| Miriam                          | Miriam                           | William Markus                         | Finlandia          |
| Miércoles de ceniza             | Miércoles de ceniza              | Roberto Gavaldón                       | México             |
| Corrupción en el internado      | Mädchen in Uniform               | Géza von Radványi                      | RFA, Francia       |
| Oi paranomoi                    | Oi paranomoi                     | Nikos Koundouros                       | Grecia             |
| Shab-neshini dar jahannam       | Shab-neshini dar jahannam        | Samuel Khachikian y Mushegh Sarvarian  | Irán               |
| Tiempo de amar, tiempo de morir | A Time to Love and a Time to Die | Douglas Sirk                           | EE. UU., RFA       |
| Tumulto de Paixões              | Tumulto de Paixões               | Zygmunt Sulistrowski                   | Brasil, EE. UU.    |
| Una cita de amor                | Una cita de amor                 | Emilio Fernández                       | México             |
| Ut av mørket                    | Ut av mørket                     | Arild Brinchmann                       | Noruega            |
| Viento salvaje                  | Wild Is the Wind                 | George Cukor                           | EE. UU.            |
| ¡Viva lo imposible!             | ¡Viva lo imposible!              | Rafael Gil                             | España             |

| Documental y cortometraje |                                  |              |
| Título original           | Director(s)                      | País         |
| Glas                      | Bert Haanstra                    | Países Bajos |
| Jaguar                    | Sean Graham                      | Ghana        |
| Königin im Frauenreich    | H. Zickendraht                   | Suiza        |
| La lunga raccolta         | Lionetto Fabbri                  | Italia       |
| Traumstraße der Welt      | Hans Domnick                     | RFA          |
| Perri                     | N. Paul Kenworthy y Ralph Wright | EE. UU.      |
| Trans Canada Summer       | Ronald Dick                      | Canadá       |

## Palmarés
Los siguientes premios fueron entregados por el jurado profesional:
- Oso de Oroː Fresas salvajes de Ingmar Bergman
- Oso de Plataː Tadashi Imai por Jun'ai Monogatari
- Oso de Plata a la mejor actriz: Anna Magnani por Viento salvaje
- Oso de Plata al mejor actor: Sidney Poitier por Fugitivos
- Oso de Plata. Premio extraordinario del jurado: Do Aankhen Barah Haath de Rajaram Vankudre Shantaram

Premios de Cortometrajes y documentales
- Oso de Oro (Documental):  Perri de N. Paul Kenworthy y Ralph Wright
- Oso de Plata (Documental): Traumstraße der Welt de Hans Domnick
- Oso de Oro al mejor cortometraje: La lunga raccolta de Lionetto Fabbri
- Oso de Plata al mejor cortometraje: ex aequo
Glas de Bert Haanstra
Königin im Frauenreich de H. Zickendraht

Premios de jurado independientes
- Premio FIPRESCIː
  - Fugitivos del desierto de J. Lee Thompson
  - Fresas salvajes de Ingmar Bergman
  - Mención honorable: Jaguar de Sean Graham
- Premio OCIC 
  - Do Aankhen Barah Haath de Rajaram Vankudre Shantaram
  - Mención especial: El desfiladero del diablo de Jacques Dupont y Pierre Schoendoerffer